# Opius tscheki
Opius tscheki är en stekelart som beskrevs av Fischer 1957. Opius tscheki ingår i släktet Opius och familjen bracksteklar. Inga underarter finns listade i Catalogue of Life.